# Plug In Baby
Plug In Baby — сингл англійського рок-гурту Muse з альбому Origin of Symmetry, що вийшов під 5 березня 2001 року під лейблом Mushroom Records.
Пісня стала самим успішним синглом гурту в Великій Британії, коли вона досягла 11-го місця в національному чарті. Сьогодні, «Plug In Baby» є однією із найвідоміших композицій Muse. Окрім OOS, була представлена в концертних альбомах Hullabaloo Soundtrack (2002) і HAARP (2008).

## Початок і запис
Пісня була написана Белламі у 1995-1996 роках і за його поясненнями вона про сексуальну іграшку. В цей період, хлопці жили в Ексетері і репетирували над секс-шопом.
Перший демо-запис було зроблено у 1997 року. Пісня не мала головного рифу, хоча є численна схожість в тексті і струкрурі з альбомним записом.
Альбом продюсувався Полом Рівом і Девідом Беттріллом. Беттрілл орендував студію Ridge Farm, що у Сурреї, для сапису саме цієї пісні, яка на той час була найстарішою і розглядалась, як потенційний сингл.
Про процес запису, Метью Белламі згадував таке:
|  | Під час запису 'Plug In Baby' ми нажерлися грибів до втрати пульса. Біля студії було величезне поле, заповнене ними. Тож ми зжерли їх всі. Я не знаю, що ми робили, але пам'ятаю, як ми отямилися голяка в джакузі, а потім я оглух на одне вухо через те, що заснув в сауні.Оригінальний текст (англ.) We were off our faces on mushrooms when we reordered 'Plug In Baby'. There was this big field next to the recording studio filled with them. So we ate them all. I don't know what we were doing but we all ended up naked in jacuzzi and I went deaf in one earfrom falling asleep in the sauna. |

У той час Muse співпрацювали з лейблом Maverick Records і вони вимагали переписати пісню (як і весь альбом Origin of Symmetry), прибривши фальцет, аби випустити альбом в США. Але згодом гурт покинув лейбл, цей сингл, як і альбом, не виходив у США аж до 2005 року.

## Реліз
CD-сингл вийшов 5 березня 2001 року. Друга версія синглу містила пісню «Spiral Static», що раніше вийшла як бонус-трек японського видання альбому Showbiz, і інструментальну композицію «Bedroom Acoustics», яку Белламі зіграв на класичній гітарі. 19 березня обмеженим тиражем сингл вийшов на вініловій платівці.

## Визнання
Пісню часто хвалили за гітарний рифф, з якого пісня починається. Так, пісня посіла 13 місце в списку «ТОП-20 рифів всіх часів» журналу Total Guitar у 2004 році. Згодом, читачі журналу Total Guitar шляхом голосування обрали її найвеличнішим рифформ 2000-х. Пісня Knights of Cydonia (з альбому The Resistance) стала п'ятою в цьому списку.

## Список композицій
| 'CD1' | 'CD1'                          | 'CD1'      |
| #     | Назва                          | Тривалість |
| ----- | ------------------------------ | ---------- |
| 1.    | «Plug In Baby»                 | 3:39       |
| 2.    | «Nature_1»                     | 3:40       |
| 3.    | «Execution Commentary»         | 2:30       |
| 4.    | «Plug In Baby» (музичне відео) | 3:41       |

| 'CD2' | 'CD2'               | 'CD2'      |
| #     | Назва               | Тривалість |
| ----- | ------------------- | ---------- |
| 1.    | «Plug In Baby»      | 3:41       |
| 2.    | «Spiral Static»     | 4:46       |
| 3.    | «Bedroom Acoustics» | 2:37       |

| Платівка 7" і касета | Платівка 7" і касета | Платівка 7" і касета |
| #                    | Назва                | Тривалість           |
| -------------------- | -------------------- | -------------------- |
| 1.                   | «Plug In Baby»       | 3:39                 |
| 2.                   | «Nature_1»           | 3:40                 |

## Персонал
| Muse - Метью Белламі – вокал, гітара, виробництво, мікшування - Крістофер Волстенголм – бас-гітара, Бек-вокал, виробництво, мікшування - Домінік Говард – ударні, виробництво, мікшування | Додатковий персонал - Девід Беттрілл – виробництво, звукорежисура - Джон Корнфілд – мікшування - Таня Ендрю – обкладинка альбому |

## Книги
- Myers, Ben (2007). Muse: Inside the Muscle Museum. Independent Music Press. ISBN 978-0955282256. Архів оригіналу за 2 лютого 2018. Процитовано 1 лютого 2018.